# Рашче
Рашче (мкд. Рашче) је насеље у Северној Македонији, у северном делу државе. Рашче припада градској општини Сарај града Скопља. 

## Географија
Рашче је смештено у северном делу Северне Македоније. Од најближег већег града, Скопља, насеље је удаљено 20 km западно.
Насеље Рашче је у историјској области Дервент, тј. области око Дервентске клисуре, коју правио реке Вардар између Полога и Скопског поља. Кроз насеље протиче Вардар, док се јужно издиже планина Жеден. Надморска висина насеља је приближно 340 метара.
Месна клима је континентална.

## Становништво
Рашче је према последњем попису из 2002. године имало 2.697 становника.
Претежно становништво у насељу су Албанци (99%).
Већинска вероисповест је ислам.